# Philosophische Botanik
Philosophische Botanik, (abreviado Philos. Bot.) es un libro con descripciones botánicas que fue escrito por el prolífico botánico, médico y naturalista alemán Friedrich Kasimir Medikus y publicado en dos volúmenes en los años 1789-1791.
 Friedrich Kasimir Medikus fue consejero de regencia en Baviera, director de la Universidad de Heidelberg, y dirigió el jardín botánico de Schwetzingen, y desde 1766 hasta su muerte el de Mannheim. 
Fue un observador extremadamente minucioso, corrigió numerosos errores presentes en la clasificación científica de Carlos Linneo y revisó partes significativas del Genera Plantarum.